# 우에다 료야
우에다 료야(일본어: 上田 陵弥, 1989년 5월 2일 ~ )는 일본의 축구 선수이다.

## 구단 경력
과거 FC 류큐에서 활동하였다.